# Saint-Pancré
Saint-Pancré är en kommun i departementet Meurthe-et-Moselle i regionen Grand Est (tidigare regionen Lorraine) i nordöstra Frankrike. Kommunen ligger i kantonen Longuyon som tillhör arrondissementet Briey. År 2022 hade Saint-Pancré 308 invånare.

## Befolkningsutveckling
Antalet invånare i kommunen Saint-Pancré
| Referens: INSEE |